# Marian Jerzy Malicki

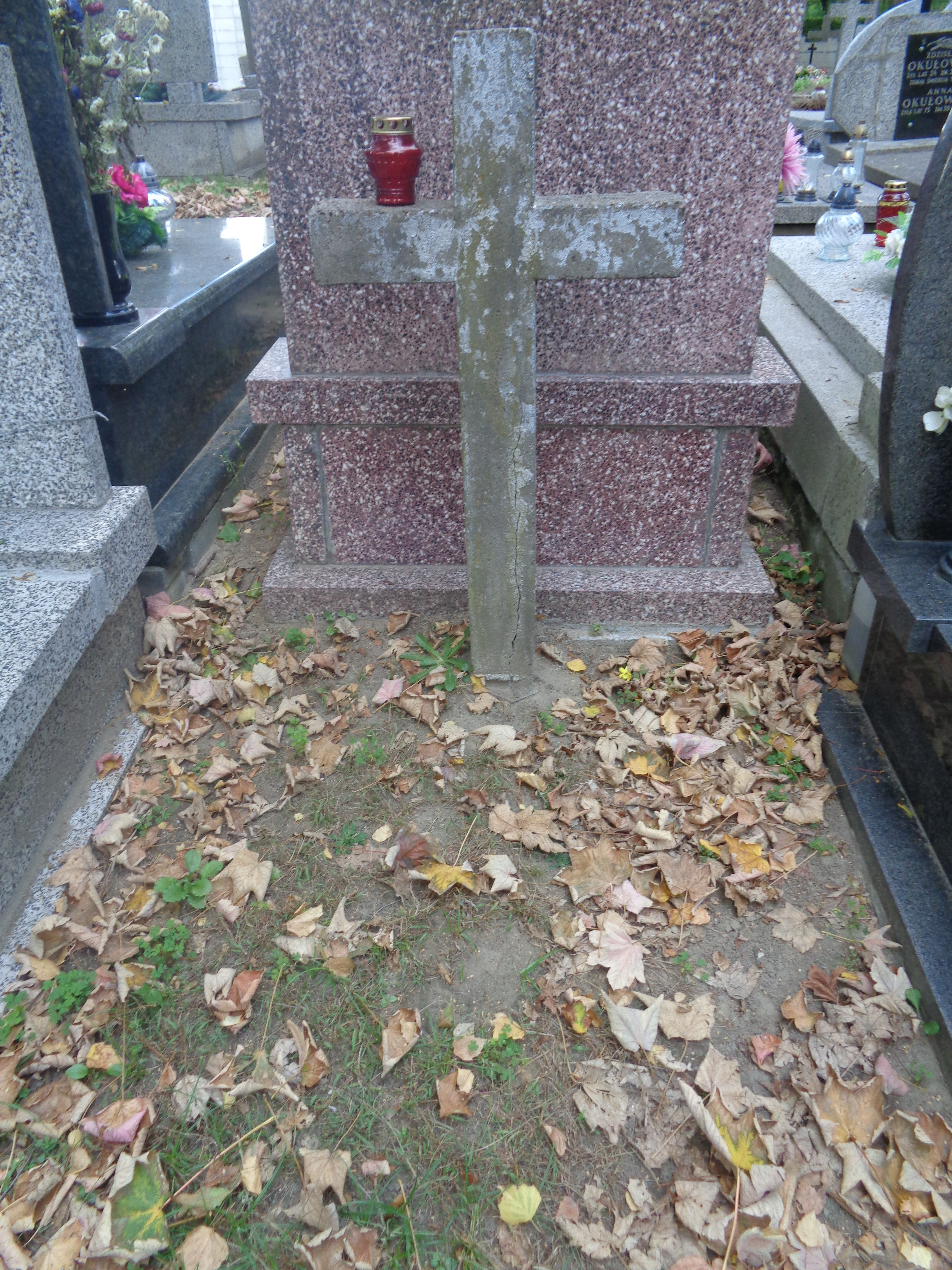
Grób Mariana Malickiego na cmentarzu wojskowym na Powązkach

Marian Jerzy Malicki (ur. 7 grudnia 1895, zm. 27 lutego 1946 w Warszawie) – polski kostiumolog, malarz, grafik, scenograf. Syn Juliana Malickiego i Kazimiery z d. Łaźniewskiej.
Po ukończeniu szkoły średniej rozpoczął studia w Szkole Sztuk Pięknych w Warszawie.
Od roku 1915 członek Polskiej Organizacji Wojskowej, a następnie I Brygady. Od roku 1920 kontynuował studia malarskie.
W malarstwie tworzył pod wpływem konstruktywizmu. Od roku 1927 członek ugrupowania Praesens. Był zaprzyjaźniony z Władysławem Strzemińskim, Henrykiem Stażewskim i Katarzyną Kobro.
Uczestniczył m.in. w Salonie Modernistów (1928).
Zajmował się głównie grafiką książkową. W roku 1934 stworzył układ graficzny albumu Polskiej Agencji Telegraficznej, a w roku 1935 albumu na 10-lecie Polskich Linii Lotniczych „LOT”. Posługiwał się techniką fotomontażu.
Pochowany na Cmentarzu Wojskowym na Powązkach kw. B5-4-6.